# Bado-Ho’o
Bado-Ho’o (Bado Ho’o, Bodohoo) ist ein osttimoresischer Suco im Verwaltungsamt Venilale (Gemeinde Baucau).

## Geographie
Vor der Gebietsreform 2015 hatte Bado-Ho’o eine Fläche von 22,47 km². Nun sind es 33,02 km². Der Suco teilt sich in zwei getrennte Territorien. Der C-förmige Nordteil liegt im Norden des Verwaltungsamts Venilale. Nördlich liegt der Suco Uma Ana Ulo und im Nordosten grenzt Bado-Ho’o an das Verwaltungsamt Baucau mit seinem Suco Uailili. Westlich und östlich befinden sich die beiden Teile des Sucos Baha Mori. Im Süden trennt der schmale Streifen des Sucos Uatu Haco, den Nordteil von Bado-Ho’o vom südlichen Teil des Sucos. An diesen grenzt im Westen der Suco Uailaha, im Süden der Suco Uai Oli und im Osten das Verwaltungsamt Ossu (Gemeinde Viqueque) mit seinen Sucos Nahareca und Uaibobo. In Nord-Bado-Ho’o entspringt der Cainame, ein Nebenfluss des Seiçals. Der Cainame fließt Richtung Osten und bildet dabei einen Teil der Grenze zu Baha Mori, bis er an der Grenze zu Baucau auf den Seiçal, der dann nach Norden dem Grenzverlauf folgt. Entlang der Südgrenze des Südteils Bado-Ho’os fließt der Buihiu, der in den östlichen Grenzfluss, dem Sauma mündet. Auch der Sauma ist ein Nebenfluss des Seiçals.
Der Ort Bado-Ho’o liegt im Nordwesten des Sucos, auf einer Meereshöhe von 556 m.
In der Nordspitze des „C’s“ liegt das Dorf Lacouma. Weiter westlich die Ortschaften Bado-Ho’o und Neo-Ho’o (Neohoo, Noohoo). Im Südwesten des Nordteils liegt der Ort Uma Ana Ico (Umanaiku, Umaanaico, Uma-Anaico), ein Vorort der Verwaltungsamtshauptstadt Venilale. In der C-Südspitze liegen die Dörfer Uaitoco und Uaibobo (Uai Bobo). Im Südteil des Sucos liegt nur das Dorf Uaicana. Grundschulen gibt es in Neo-Ho’o und Uaicana. Die Siedlung Cailoibere im äußersten Osten kam mit der Gebietsreform 2015 vom Suco Uaibobo zu Bado-Ho’o. Hier gibt es eine medizinische Station.
Im Suco befinden sich die fünf Aldeias Uaibobo, Uaicana, Uataula (Cai-Aé-Tula), Uatubela Oli und Uma Ana Ico. Während Landkarten angeben, dass der Ort Neo-Ho’o sich in Bado-Ho’o und der Uatubela Oli im Suco Baha Mori befindet, sind die Aldeias laut dem offiziellen Regierungsdokument im jeweils anderen Suco.

## Einwohner

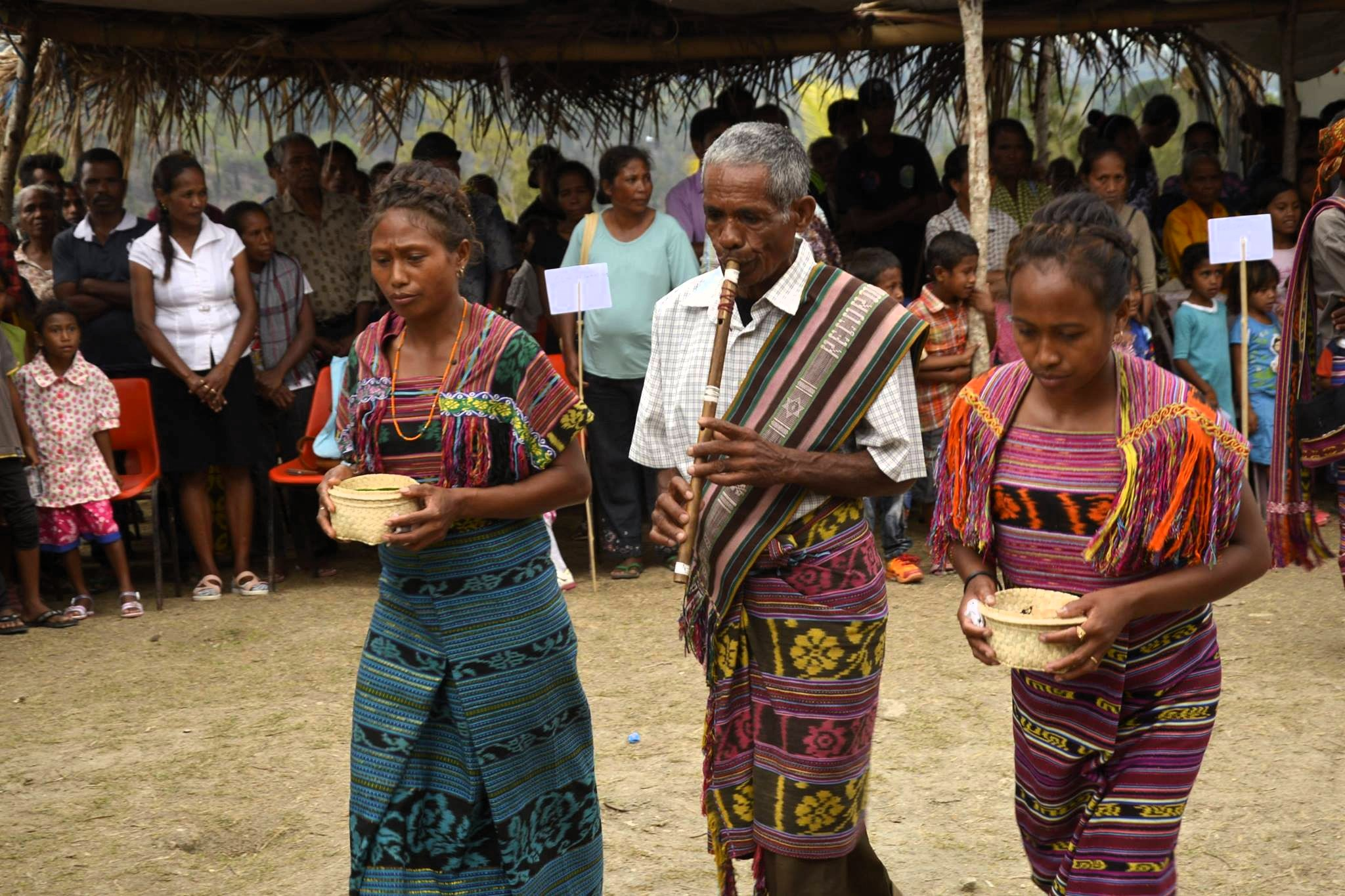
In Bado-Ho’o (2015)

In Bado-Ho’o leben 1.974 Einwohner (2022), davon sind 1.020 Männer und 954 Frauen. Im Suco gibt es 369 Haushalte. Etwa 30 % der Einwohner geben Midiki als ihre Muttersprache an, etwas weniger Kairui und knapp 5 % Waimaha. Diese gehören alle zu den Kawaimina-Sprachen. Etwas weniger als 30 % sprechen Makasae, knapp 10 % Tetum Prasa.

## Geschichte
Am 30. Dezember 2021 verursachte ein Erdbeben der Stärke 7,4 auf der Richterskala, mit Epizentrum nah der etwa 175 Kilometer entfernten Insel Maopora, Erdrutsche in den Aldeia Uma Ana Ico.

## Politik

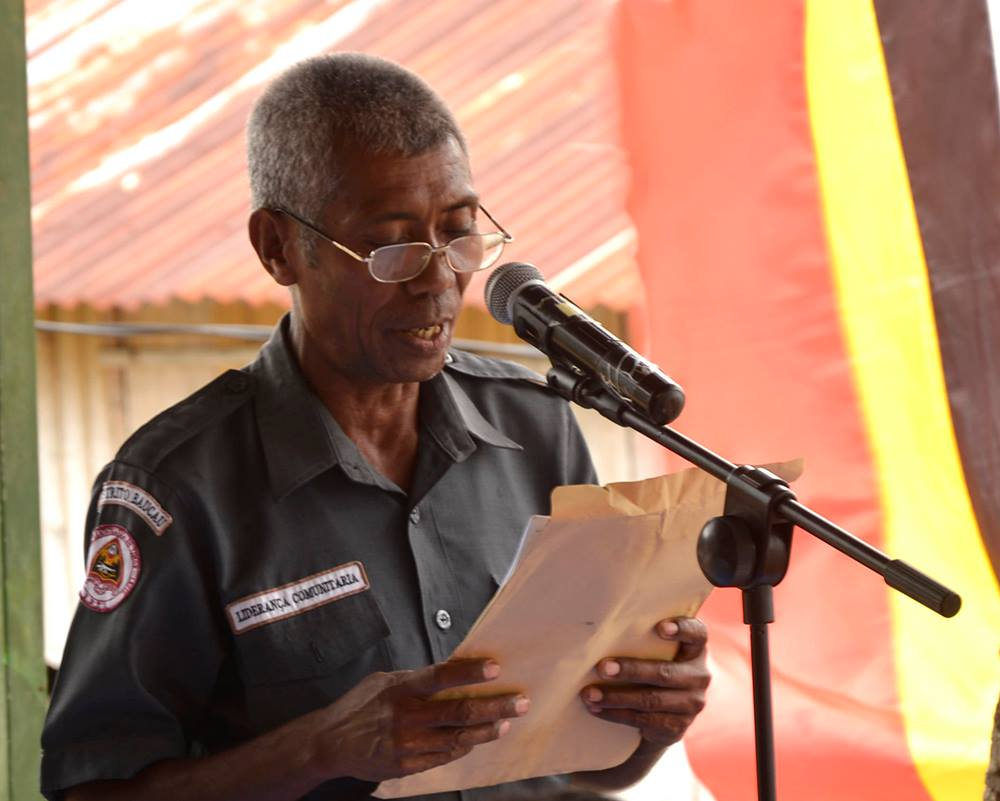
Manuel Soares Guterres (2015)

Bei den Wahlen von 2004/2005 wurde Manuel Soares Guterres zum Chefe de Suco gewählt und 2009 in seinem Amt bestätigt. Bei den Wahlen 2016 gewann Marcos António Ximenes und 2023 Pedro do Rosario.
2023 wurden zum Chefe de Aldeias gewählt: Oscar Vitorino de S. Soares (Uaibobo), Domigos Salvador Correia (Uaicana), Rodolfo Lopes de Castro (Uataula/Cai-Aé-Tula), José Ximenes (Uatubela Oli) und António Manuel Guterres (Uma Ana Ico).